# Juego del chofer homicida
En teoría de juegos, el problema o juego del chófer homicida es un problema matemático de persecución que enfrenta a un corredor hipotético, que solo puede moverse lentamente, pero es muy maniobrable, contra el conductor de un vehículo de motor, que es mucho más rápido pero menos maniobrable, el cual intenta atropellarlo. Se supone que tanto el corredor como el conductor nunca se cansan. La pregunta que hay que resolver es: ¿bajo qué circunstancias y con qué estrategia puede el conductor del automóvil garantizar que siempre puede atrapar al peatón, o cuáles son las opciones del peatón de que puede eludir indefinidamente el automóvil?. El problema fue propuesto por Rufus Isaacs en un informe de 1951 para la Corporación RAND, y en su libro sobre juegos diferenciales.
El problema se utiliza a menudo como un proxy no clasificado para la defensa antimisiles y otros objetivos militares, lo que permite a los científicos publicar acerca de él sin implicaciones de seguridad. El problema del chófer homicida es un ejemplo clásico de un juego diferencial jugado en tiempo continuo en un espacio de estado continuo. El cálculo de variaciones y los métodos de conjunto de niveles se pueden usar como un marco matemático para investigar las soluciones del problema. Aunque el problema se expresa como un problema recreativo, es un problema modelo importante para las matemáticas utilizado en una serie de aplicaciones del mundo real.
Martin Gardner describió, en su libro Mathematical Carnival una versión discreta del problema, donde un coche patrulla de velocidad 2 persigue un rayo de velocidad 1 en una cuadrícula rectangular, donde el coche patrulla pero no el ladrón está limitado:no hacer giros a la izquierda o giros en U.